# Brünisried
Brünisried je obec v kantonu Fribourg, v okrese Sense. Žije zde  obyvatel.

## Geografie
Brünisried leží v nadmořské výšce 875 m, 11 km vzdušnou čarou jihovýchodně od hlavního města kantonu, Fribourgu. Zemědělská vesnice se rozkládá na vysočině západně od řeky Sense, na úpatí Oberholzu, v předalpské kopcovité krajině východní části Fribourské plošiny.
Rozloha obecního území činí 3,2 km² a zahrnuje část kopcovité krajiny na úpatí Fribourských Alp. Území je na západě ohraničeno lesnatou výšinou Oberholz, na níž se s 1035 m n. m. nachází nejvyšší bod Brünisriedu. Na východním úpatí této výšiny, v nadmořské výšce 870 m, leží plošina Brünisried, kterou odvodňuje potok Grabenbach do řeky Sense. Na severu zasahuje obecní území do povodí řeky Galtera.
Z obecního katastru připadalo v roce 1997 7 % na zastavěné území, 20 % na lesy a křoviny a 73 % na zemědělství.
Sousedními obcemi Brünisriedu jsou St. Ursen, Tafers, Plaffeien a Rechthalten.

## Historie
První písemná zmínka o obci pochází z roku 1294 pod názvem Brunisriet. Od středověku patřil Brünisried k panství Plaffeien; církevně spadal pod farnost Rechthalten. V roce 1445 přešla vesnice pod správu města Fribourg a byla přiřazena k panství Alten Landschaft. Po pádu Staré konfederace (1798) patřil Brünisried během Helvétské republiky a následující doby k okresu Fribourg a od roku 1831 k německy mluvícímu okresu Fribourg, než byl roku 1848 s novou kantonální ústavou začleněn do nově vytvořeného okresu Sense. Samostatnou politickou obcí se Brünisried stal až v roce 1831.

## Obyvatelstvo
| Rok            | 1831 | 1850 | 1900 | 1950 | 1960 | 2000 |
| Počet obyvatel | 509  | 277  | 404  | 424  | 391  | 561  |

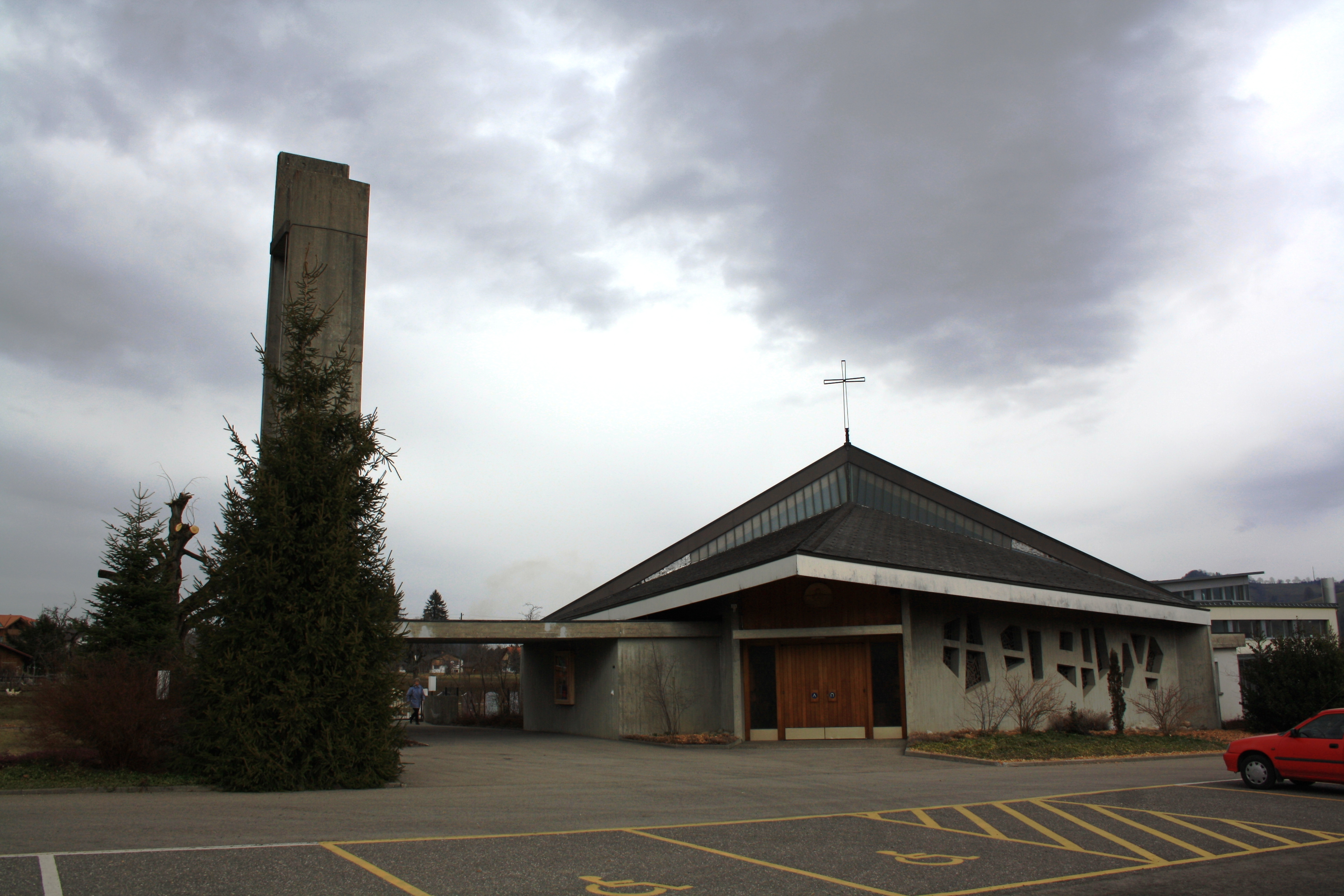
Kostel

Většina obyvatel (k roku 2000) hovoří německy (98,4 %), druhým nejčastějším jazykem je francouzština (1,1 %) a třetím albánština (0,5 %).

## Hospodářství
Brünisried byl až do druhé poloviny 20. století vesnicí, která se vyznačovala převážně zemědělstvím. I dnes mají mlékařství a chov dobytka, a v menší míře i rostlinná výroba, důležité postavení ve struktuře zaměstnanosti obyvatelstva. Další pracovní místa se nacházejí v místních malých podnicích a ve službách, mimo jiné v truhlářství. V posledních desetiletích se vesnice vyvinula také v rezidenční obec. Mnoho ekonomicky aktivních obyvatel proto dojíždí za prací, především do oblasti Fribourgu.

## Doprava
Obec leží stranou větších tranzitních silnic, na spojovací silnici z Rechthaltenu do Zumholzu. Díky autobusové lince společnosti Transports publics fribourgeois, která vede z Fribourgu do Plaffeienu, je Brünisried napojen na síť veřejné dopravy.